# 巨棒外交

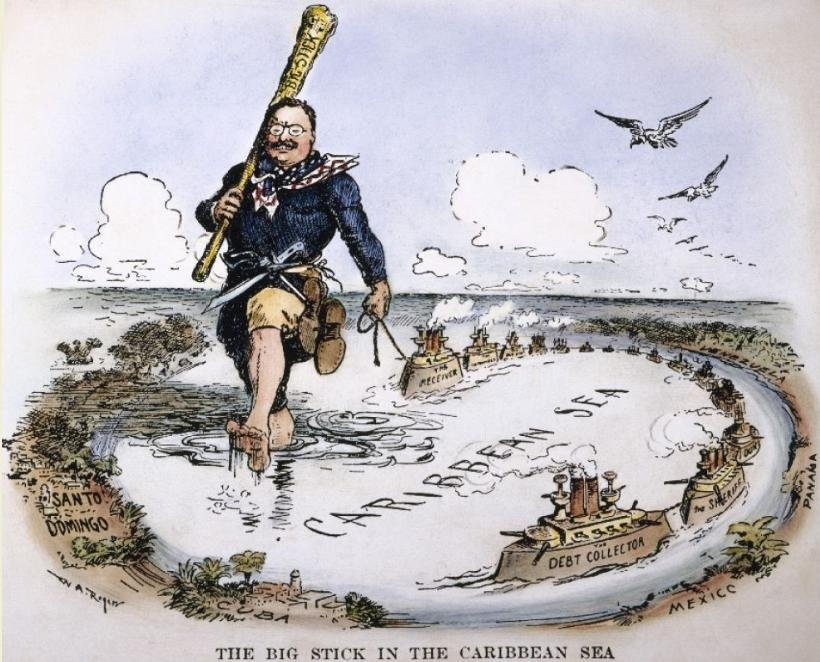
1904年，威廉·艾倫·羅傑斯所作模仿格列佛遊記的讽刺漫画

巨棒外交（英語：Big Stick Diplomacy），又称巨棒政策（Big Stick Policy）、巨棒主义（Big Stick Ideology）或巨棒哲学（Big Stick Philosophy），是美国第26任总统西奥多·羅斯福的外交政策。

## 概要
巨棒外交源自西奥多·羅斯福「温言在口，大棒在手，故而致远（Speak softly and carry a big stick, you will go far）」的名言。
1823年以來，美國基於外交方針的門羅主義，積極介入西半球的事務。西奥多·羅斯福主張美國必須自行維持西半球的秩序，如果出現行為不軌的國家，美國有權進行軍事干預。美國依據此外交方針，以海軍為後盾，進行積極的外交政策，加深其在國際上的影響力。